# Теобальд Батлер, 3-й главный кравчий Ирландии
Теобальд Батлер (англ. Theobald Butler, 3th Chief Butler of Ireland; 1224 — 26 декабря 1248) — англо-ирландский феодал, 3-й главный кравчий Ирландии (1230—1248).

## Биография
Единственный сын Теобальда Батлера, 2-го главного кравчего Ирландии (1200—1230), от первого брака с Джоан де Мариско, дочерью юстициария Ирландии Джеффри де Мариско.
В июне 1230 года после смерти своего отца Теобальд унаследовал церемониальную должность главного кравчего Ирландии. В 1247 году Теобальд Батлер был назначен лордом-юстициарием Ирландии.
Теобальд Батлер поддержал короля Англии Генриха III Плантагенета в его борьбе с мятежными баронами.
Скончался 26 декабря 1248 года, был похоронен в монастыре Арклоу, рядом с отцом.

## Брак и дети
В 1242 году Теобальд Батлер женился на Марджери де Бург (1224—1252), дочери юстициария Ирландии Ричарда Мора де Бурга, 1-го лорда Коннахта (ум. 1243). У супругов были следующие дети:
- Теобальд Батлер, 4-й главный кравчий Ирландии (1242—1285)[1]
- Эдмонд Батлер (ум. 1321)
- Джоанна Батлер (1244—1301)
- Уильям Батлер (1248—1306)